# Valeriana dipsacoides
Valeriana dipsacoides är en kaprifolväxtart som beskrevs av Graebner. Valeriana dipsacoides ingår i släktet vänderötter, och familjen kaprifolväxter. Inga underarter finns listade i Catalogue of Life.